# Liberland
Liberland, službeno Slobodna Republika Liberland (eng. Free Republic of Liberland) je mikronacija koja tvrdi da se nalazi na nenaseljenoj parceli spornog teritorija na desnoj obali Dunava, između Hrvatske i Srbije. Liberland je proglasio 13. travnja 2015. češki desničarski libertarijanski političar i aktivist Vít Jedlička.
Službena stranica Liberlanda navodi da je ta država nastala u vrijeme tekućeg graničnog spora između Hrvatske i Srbije.
Liberland nije dobio diplomatsko priznanje niti jedne zemlje Ujedinjenih naroda. U zadnjih nekoliko godina Liberland je prestao biti popularan. Po uzoru na Liberland stvorena je i Kraljevina Enklava.

## Položaj
Od raspada Jugoslavije osporavaju se neki granični teritoriji između Srbije i Hrvatske kao što su Vukovarska i Šarengradska ada; Jedlička kaže da teritorij koji je zauzeo, poznat kao Gornja Siga, nije zahtijevala niti jedna strana.
Područje površine od oko 7 km² je nenaseljeno i većinom prekriveno šumama. Novinar češkog lista Parlamentní listy, koji je posjetio ovo područje u travnju 2015. godine, pronašao je kuću koja je prema izjavama ljudi koji žive u blizini bila napuštena tridesetak godina, dok je pristupna cesta u lošem stanju.
Dunav, međunarodni plovni put sa slobodnim pristupom Crnom moru za nekoliko država s kopna prolazi duž ovog teritorija.

## Povijest

### Proglas
Zastavu u Gornjoj Sigi podigli su Vít Jedlička i njegovi suradnici istoga dana kada je mikronacija proglašena. Ona se sastoji od žute pozadine, crne horizontalne pruge kroz središte i grba u sredini. Žuta boja simbolizira libertarijanizam, a crna simbolizira anarhiju i pobunu. Jedlička je član češke Stranke slobodnih građana, koji vrijednosti temelji na klasičnoj liberalnoj ideologiji.
Jedlička je izjavio da ni Srbija ni Hrvatska, pa ni bilo koja druga zemlja, ne tvrde da je teritorij na kojem je proglasio zemlju njihov (terra nullius). Tvrdi da je granica definirana u skladu s hrvatskim i srbijanskim graničnim zahtjevima i da se ne miješa sa suverenitetom ijedne države. Jedlička je u travnju 2015. rekao kako će službeni diplomatski zahtjev biti poslan Hrvatskoj i Srbiji, a kasnije i svim ostalim državama uz formalni zahtjev za međunarodno priznanje.
Jedlička je 18. prosinca 2015. održao skup na kojem je predstavio prvu privremenu vladu Liberlanda i njezine ministre financija, vanjskih poslova, unutarnjih poslova i pravosuđa, kao i dva potpredsjednika.

### Reakcije
Pravni stručnjaci u Srbiji i Hrvatskoj izjavili su da prema međunarodnom pravu Jedlička nema pravo zahtijevati područje koje je trenutno predmet spora između ovih dviju država. Novinari su bili sumnjičavi koliko ozbiljno Jedlička govori o svojim djelima, a neki su to nazvali akrobacijom za privlačenje pozornosti javnosti.
U intervjuu za Parlamentní Listy u travnju 2015. godine, Jedlička je tvrdio da je primio pozitivne reakcije na svoju inicijativu, uglavnom od svoje Stranke slobodnih građana, ali i od nekih članova iz Građanske demokratske stranke i Piratske stranke.
Dana 20. svibnja 2015. Petr Mach, čelnik Stranke slobodnih građana, izrazio je potporu stvaranju države koja se temelji na idejama slobode, dodajući kako njihova stranka želi da Češka Republika postane slična slobodna zemlja.
Dominik Stroukal iz češko-slovačke podružnice Ludwig von Mises Instituta napisao je: "Vratolomija je uspjela. Cijeli svijet izvještava o Liberlandu riječima poput "porezna konkurencija", "libertarijanizam" itd."
Goran Vojković, profesor prava i kolumnist s hrvatskog novinskog portala Index.hr, opisao je Liberland kao "cirkus koji prijeti teritoriju Hrvatske" i tvrdio da postoji rizik da bi hrvatska tvrdnja o kontroli zemljišta s druge strane Dunava mogla biti oslabljena pozornošću koju je liberlandski projekt privukao tom graničnom sporu.
Liberland je zanimljiv slučaj jer, u načelu, nitko od sudionika koji bi mogli preuzeti kontrolu nad tim teritorijem, nisu zainteresirani za to. No to će vjerojatno ostati na razini zanimljivog s neznatnim posljedicama na međunarodnoj razini. Za ostale svjetske sporne teritorije nasilje i diplomacija će ostati glavni alati za traženje vlasništva.

### Sveučilišno predavanje
Jedlička je 20. travnja održao predavanje na Praškoj školi ekonomije, pod nazivom "Liberland – kako se stvara država" (češ. Liberland – jak vzniká stát). Razgovarao je o različitim aspektima projekta i zanimanju koje je privuklo pozornost diljem svijeta. Jedna tema koju je iznio bila je Montevideo konvencija; objasnio je da Liberland želi zadovoljiti načela konvencije koja se obično koriste za definiranje države. U vrijeme predavanja, Liberland projekt je postavio deset osoba spremnih za rješavanje vanjskih odnosa.
Ostale teme obuhvaćene predavanjem obuhvaćale su koncept dobrovoljnog oporezivanja i način na koji je velik broj zahtjeva za državljanstvom stvorio potrebu za restrukturiranje procesa državljanstva kako bi bio učinkovitiji, jer se temelji samo na e-pošti. Spomenut je i plan za organiziranje neke vrste događaja u kojemu bi se sve prodavalo bez poreza, a Jedlička je ustvrdio da ih Hrvatska neće moći progoniti jer je izjavila da to područje nije u njezinoj nadležnosti. 

### Pokušaji pristupa i uhićenja
Hrvatska je uspostavila policijske jedinice kako bi spriječila pristaše Liberlanda doprijeti do tog teritorija. Ovo se smatra čudnim rješenjem jer Hrvatska ne priznaje ovaj prostor kao svoj teritorij, ali je ipak razmjestila jedinice izvan svog teritorija.
U početku češki su novinari mogli ući u ovaj prostor s Jedličkom. Tim novinara srbijanskog javnog informativnog servisa Radio-televizija Vojvodine pokušao je posjetiti ovo područje radi snimanja izvještaja. Izvijestili su da im je hrvatska granična policija uskratila pristup bez pružanja bilo kakvog jasnog objašnjenja i da je zastava Liberlanda uklonjena.
Bosanskohercegovačkoj skupini novinara iz Dnevnog avaza koji su pokušali posjetiti ovo područje, rečeno je od strane hrvatske policije da Hrvatska nameće kaznu od 2.500 kuna za one koji pokušaju ući automobilom u zonu blizu granice. Oni su posudili bicikle od lokalnog stanovištva, ali dok su pokušali ponovno prići području, naišli su na još jednu ophodnju i nisu mogli nastaviti.
U svibnju 2015. Vita Jedličku i njegovog prevoditelja Svena Sambunjaka nakratko je privela hrvatska policija nakon što su pokušali prijeći granicu. Jedlička je proveo jednu noć u pritvoru, a potom je osuđen i naređeno mu je da plati kaznu za ilegalni prelazak hrvatske granice, no on se žalio na presudu. On je tvrdio da su najmanje tri građana Liberlanda koji su došli iz Švicarske unutar zabranjenog teritorija. Nije gledao na uhićenje kao na nešto negativno, već kao priliku za raspravu o politici prema Liberlandu kao i stjecanje uvida u način razmišljanja hrvatske policije i vlasti. Prema Jedlički su policajci bili prijateljski raspoloženi i znatiželjni o ovom projektu.
Nekoliko dana poslije njegovog pritvora šest drugih osoba (iz Češke, Irske, Njemačke, Danske i SAD) je privedeno i kažnjeno. Uložena je žalba veleposlanstvu Kraljevine Danske u Zagrebu jer su pritvoreni tvrdili da su spriječeni da bilo koga kontaktiraju tijekom uhićenja i pritvaranja. Njihov cilj je bio da pod pokroviteljstvom Švicarske neprofitne organizacije "Udruženje naseljenika Liberland", trajno nasele teritorij.
Jedlička i 10 drugih osoba, ponovno je 16. svibnja 2015. privela hrvatska policija. Jedlička je pušten nakon sudskog saslušanja sljedećeg dana. Hrvatska policija je nastavila pritvaranje bilo koga tko stupi na Liberland. Četiri osobe koje su uspjele da se iskrcaju na teritorij, pritvorene su 13. lipnja zbog ilegalnog prelaska granice čamcem. Prema informacijama organizacije "Liberland Settlement Corporation" čiji su bili članovi, pušteni su sljedećeg dana. 18. lipnja 2015., danski aktivist Ulrik Grøssel Haagensen pristupio je teritoriju malim čamcem ali je praćen obalom od strane hrvatske policije. Hagensen je pokušao tvrditi da ima pravo pristupa na teritorij, ali je uhićen i fizički odvučen od strane hrvatske policije. Incident je snimljen u video formatu. Jedlička je naveo da namjerava tužiti Hrvatsku na sudu zbog prelaska međunarodne granice i napada na Liberland.

## Legalnost
Neki pravni stručnjaci u Srbiji i Hrvatskoj tvrde da Jedličkin zahtjev nema pravnu osnovu, a više izvora izvijestilo je kako su Srbija i Hrvatska osporile vlasništvo nad teritorijem koje je prisvojio Jedlička. Hrvatska i Srbija odbacile su Jedličkine tvrdnje kao neozbiljne, iako su dvije zemlje reagirale na različite načine. Ministarstvo vanjskih poslova Srbije je 24. travnja 2015. izjavilo da, premda ovaj događaj smatra trivijalnim, "nova država" ne utječe na srbijansku granicu, koju je odredio Dunav. Hrvatska, koja de facto upravlja teritorijem, izjavila je da se nakon međunarodne arbitraže treba dodijeliti Hrvatskoj ili Srbiji, a ne trećoj strani.
Pravna škola Sveučilišta u Chicagu analizirala je slučaj Liberlanda po kriterijima Konvencije iz Montevidea i činjenici da ni Hrvatska ni Srbija ne polažu pravo na teritorij. Prema analizi iz članka, "Hrvatsko inzistiranje da je Liberland srpska teritorija, može uzrokovati gubitak hrvatskih legalnih prava nad ovim teritorijem." S druge strane, ako je teritorija na koju Liberland polaže pravo zaista srpska, srpsko odricanje od ove teritorije (po službenoj izjavi MIP RS) transformira prava ove teritorije u "ničiju zemlju" (terra nullius). U oba slučaja, teritorija pripada prvom entitetu – u ovom slučaju Liberlandu.

## Državljanstvo
Prema službenoj stranici države i Jedličkinim izjavama, jedino komunisti, neonacisti i drugi ekstremisti ne mogu dobiti državljanstvo. Prema britanskom The Guardianu, Liberland je primio 200.000 prijava za državljanstvo u prvom tjednu. Početkom svibnja 2015. Liberland je prihvatio oko trideset građana. Ceremonija se trebala održati na teritoriju Liberlanda, ali je hrvatska granična policija zabranila grupi da uđe s hrvatske strane. Pokušaj prelaska Dunava ribarskim brodicama iz Srbije nije uspio jer lokalni ribari nisu imali dozvolu za prijevoz ljudi. Srbijanska policija je obavijestila Jedličku da ako netko pokuša prijeći granicu ilegalno da će taj biti uhićen. Na kraju je improvizirana ceremonija održana u Bačkom Monoštoru, u blizini Liberlanda.

## Ustav
Ustav je pisan i revidiran nekoliko puta. Nacrt se sastoji od četiri poglavlja. Uključuje Zakon o pravima i uređuje javnu upravu, političke institucije, zakonodavnu moć i sudsku moć.

## Međunarodno priznanje
Niti jedna članica Ujedinjenih naroda nije službeno priznala Liberland. 

### Službene izjave država
- Hrvatska: Liberland je spomenut od strane Ministarstva vanjskih i europskih poslova Hrvatske ali je odbačen kao šala.[45] 29. lipnja 2015., Ministarstvo vanjskih poslova je izjavilo da status Gornje Sige (teritorij Liberlanda) ostaje neodređen, no nije terra nullius jer će teritorij biti dodijeljen Hrvatskoj ili Srbiji nakon međunarodne arbitraže, nikako trećoj strani. Dana 17. siječnja 2017. o Liberlandu je govorio Ivan Pernar, tada zastupnik stranke Živi zid, u Saboru.[46]

- Srbija: Ministarstvo vanjskih poslova Srbije je izjavilo: "U vezi s informacijom, koja se pojavila u domaćim, stranim medijima i na Internetu, da je Čeh Vit Jedlička, desničarski europarlamentarac, 13. travnja 2015. godine, osnovao »državu Liberland«, Ministarstvo vanjskih poslova priopćuje da je stav Republike Srbije u vezi s državnom granicom, da se ona proteže sredinom plovnog puta na Dunavu, shodno zakonskom razgraničenju iz 1945. godine, i da »nova država« nije formirana na teritoriju Republike Srbije."[39][nedostaje izvor]

- Egipat: Ministarstvo vanjskih poslova Egipta upozorilo je građane na mogućnost prijevare s ponudom poslova u Liberlandu za osobe koje traže posao u inozemstvu. “Egipćani bi trebali potražiti informacije prvo od Ministarstva, ne na društvenim mražama prije putovanja u inozemstvo. [47]

- Češka: Češko ministarstvo vanjskih poslova se ogradilo od Jedličkinih aktivnosti, rekavši da Češka nema nikakve veze s njima. Ministarstvo je dodalo da je Jedlička, kao i ostali češki građani koji borave na teritoriju Hrvatske ili Srbije, dužan poštovati lokalne zakone. Češka smatra da su aktivnosti gospodina Jedličke neprimjerene i potencijalno štetne.[48] Kroz veleposlanstvo Češke Republike u Zagrebu upozoreno je da nastojanja da se stvori nova država nemaju temelja u međunarodnom pravu i da na teritoriju Hrvatske građani Češke Republike kao i ostali stranci dužni su se pridržavati hrvatskih zakona, uključujući i sadašnji režim na hrvatsko-srpskoj granici. Prelazak granice Hrvatske izvan određenih graničnih prijelaza, kao što to čine putnici u Liberland jasno je kršenje Zakona.[49]

- Poljska: 24. srpnja 2016. sedam zastupnika poljskog Sejma iz Kukiza 15 u suradnji s lokalnim aktivistima Liberlanda zatražilo je od ministra vanjskih poslova Witolda Waszczykowskog da Poljska prizna Slobodnu Republiku Liberland kao neovisnu državu.[50] Odgovor je bio da Liberland ne zadovoljava kriterije državnosti.[51]

### Službene izjave političkih stranaka
Tijekom 2015. nekoliko manjih libertarijanskih stranaka bez zastupnika na nacionalnoj razini izrazilo je potporu stvaranju Liberlanda. To su Kapitalistička stranka u Norveškoj, Libertarijanska stranka u Španjolskoj, Švicarska stranka neovisnosti “up!” u Švicarskoj te Liberalna demokratska stranka u Turskoj.

### Izjave drugih projekata mikronacija
Isti teritorij su htjele prisvojiti druge mikronacije.
- Najprije je položio zahtjev Paraduin 5. ožujka 2015., više od mjesec dana prije Liberlanda, koji je pozvao na solidarnost, a ne na libertarijanizam.[56]

- Republika Južna Maudlandia, još jedan projekt mikronacije, na svojim međumrežnim stranicama navodi kako su postavili zahtjev na to područje 18. ožujka 2015. godine, nazivajući ga Autonomna oblast Panonije.[57]

Nekoliko mikronacija izrazilo je podršku ideji Liberlanda.
- Kraljevina Sjevernog Sudana, područje Bir Tawil na granici između Egipta i Sudana, priznala je Liberland.[58]

- Kraljevina Enklava, koja zauzima dio osporenog džepa na sjeveru Liberlanda,  priznala je Liberland.[59]

- Kneževina Sealand ukazala je potporu Liberlandu.[60][61]

## Reakcije
- Ministarstvo vanjskih i europskih poslova Republike Hrvatske dalo je svoj neslužbeni komentar na Facebooku: Virtualne dosjetke, ma koliko one ponekad bile i zanimljive, ostaju to što jesu…virtualne dosjetke, a za njih nemamo nikakav službeni komentar.[62][63]

- Hrvatsko veleposlanstvo u New Yorku za Fox News: "Ne smatramo ih nacijom. Smatramo ih virtualnim uljezima i ne shvaćamo njihove tvrdnje ozbiljno".[63][64]

- Maja Seršić, profesorica međunarodnog prava na Pravnom fakultetu u Zagrebu: "Ne znam detalje oko Liberlanda, ali na temelju onog što sam pročitala u tisku, Liberland shvaćam kao državu u rangu Republike Peščenice, dakle kao šalu. Taj je teritorij momentalno, koliko znam, pod suverenošću Republike Hrvatske, a čiji će biti nakon rješenja spora – bilo sporazumom stranaka bilo rješenjem suda ili arbitraže – vidjet će se. Čak i da gospodin Jedlička ili netko drugi ima vlasništvo nad tim dijelom teritorija, on ostaje pod suverenošću Republike Hrvatske." Dodaje kako je važno da ne miješamo vlasništvo i suverenost. "inače bismo na svakom gruntu u vlasništvu pojedinaca u Republici Hrvatskoj (i drugim državama) mogli imati proglašene 'države', koje bi onda priznali vlasnici susjednih 'gruntova-država'", ističe. Dodaje da eventualno priznanje Liberlanda od strane neke treće države ne bi imalo pravnog učinka, jer ako ne postoje pretpostavke za postojanje države po međunarodnom pravu, priznanje ne može stvoriti državu. "Nadajmo se da će Liberland mirno egzistirati kao i Republika Peščenica, no, ako dođe do remećenja javnog reda i mira, organi države imaju pravo djelovati, kao i na ostalim dijelovima svog teritorija".[63]

- Lloyd Bonfield, profesor poslovnog prava na New York Law School: "Potrebno je pogledati primirje između Hrvatske i Jugoslavije iz 1992. kako bi se utvrdile granice Hrvatske. Ako nije dio Hrvatske, vjerojatno pripada Jugoslaviji, a taj dio Jugoslavije danas je Srbija. Najmanje je vjerojatno da nije dio nijedne zemlje."[64][65]

- Dana 29. lipnja 2015. godine Ministarstvo vanjskih i europskih poslova Republike Hrvatske dalo je svoj službeni komentar:

O virtualnim pričama na hrvatskim granicama. 
Područje na desnoj obali Dunava, kojeg se na društvenim mrežama naziva „Liberlandom“, nalazi se u području razgraničenja između Republike Hrvatske i Republike Srbije, a hrvatska policija i nad tim područjem provodi legitimne mjere nadzora i brine o zaštiti interesa Republike Hrvatske. Granica između Republike Hrvatske i Republike Srbije još je uvijek predmet pregovora između dvije države. U ovom trenutku je desna obala Dunava pod nadzorom hrvatske policije, a lijeva pod nadzorom srbijanskih vlasti, iako se velika područja Republike Hrvatske nalaze na lijevoj strani Dunava, kao što su se i nalazila u trenutku raspada bivše SFRJ i nastanka novih država 1991. g. Nakon konačnog utvrđivanja granične crte između Republike Hrvatske i Republike Srbije, te kada svaka strana preuzme svoje posjede s druge strane Dunava, otklonit će se sve nejasnoće o točnom smjeru protezanja državne granice. U svakom slučaju, neovisno o tome što granica još nije konačno utvrđena, u tom području ne postoji ničija zemlja (terra nullius) koja bi mogla biti predmet zaposjedanja (okupacije) od strane nekog trećeg. Svi koji žele posjetiti područja u neposrednoj blizini područja razgraničenja Hrvatske i Srbije na desnoj obali rijeke Dunava moraju se pridržavati hrvatskih zakona i EU propisa, prije svega onih odredbi koje uređuju prelazak granice i kretanje u blizini državne granice.